# Oraesia glaucocheila
Oraesia glaucocheila är en fjärilsart som beskrevs av George Francis Hampson 1926. Oraesia glaucocheila ingår i släktet Oraesia och familjen nattflyn. Inga underarter finns listade i Catalogue of Life.